# Creatures (jeu vidéo, 1990)
Pour les articles homonymes, voir Creature.
CREATURES, ou Clyde Radcliffe Exterminates All the Unfriendly Repulsive Earth-Ridden Slime, est un jeu vidéo de plates-formes développé par Apex Computer et édité par Thalamus en 1990 sur Commodore 64. WJS Design a adapté le jeu sur Atari ST en 1992 et Amiga en 1993.
Il a eu une suite, Creatures 2: Torture Trouble, sorti en 1992 sur Commodore 64.